# Каламіта
Каламіта (крим. Kalamita, лат. Calamita, ср.-грец. Καλαμήτα) — середньовічна візантійська фортеця, залишки якої розташовані поблизу гирла річки Чорної (Інкерман), на плато, у південно-західній частині Монастирської скелі. Нині збереглися лише руїни окремих башт та інших фортифікаційних споруд. Топонім «Каламіта» перекладають різним чином: новогрецькою — це «гарний мис», давньогрецькою — «комишова», хоча існують і інші тлумачення. Фортеця є філією Національного заповідника «Херсонес Таврійський».

## Опис
Фортеця складалася з шести башт, з'єднаних чотирма куртинами, три з яких не збереглись. Була побудована з бутового каміння та блоків на вапняковому розчині. Товщина стін укріплень становила від 1,2 до 4-х метрів, а висота башт 12-ти метрів. Загальна довжина споруди — 234 метра, а площа близько 1 500 м².
Нинішня Каламіта — це напівзруйновані вежі і рештки стін, неглибокий кам'яний рів з печерами-казематами і великий дерев'яний хрест на місці, де колись стояла церква. Під фортецею — печерний монастир. Все це з одного боку, під горою, оперізує залізничний насип, а з іншого — глибокий терасований кар'єр.
Скеля, на якій стоять залишки фортеці, нині називається Монастирською. Фортечна огорожа обмежує крайню частину скелі з тих сторін, де вона доступна для пішоходів. А з боку обриву піднятися на схил неможливо, тому тут укріплень немає.
Дорога до фортеці зараз проходить через тунель під залізничним насипом. Далі вона через старовинне кладовище стрімко дереться вгору і впирається в надбрамну вежу, яка стоїть на краю багатометрового урвища. Наступна вежа (№ 2) стоїть за 12 метрів від надбрамної. Від неї починається висічений у камені сухий рів-пастка з печерами, які виконували функції своєрідних дотів.
Башта № 3 кутова, тому вона дуже потужна і має розміри 12×13 м в плані. Особливості її конструкції важко зрозуміти, адже башта дуже зруйнована (майже повністю). Вежа виступає вперед за лінію стін і повинна була фланкувати рів.
Башта № 4 збереглася найкраще, тому вона найцікавіша. Винесена за рів, ця вежа виконувала функції барбакану і була фактично самостійною фортечною спорудою. З основною огорожею її з'єднувала стіна, прокладена поперек рову. По верху цієї стіни воїни могли переходити з вежі у фортецю і назад. У XVIII столітті в башті № 4 містилася в'язниця. Раніше було ще дві вежі, але від них залишилося небагато.
На території Каламіти також є рештки (фактично лише фундаменти) середньовічного християнського храму. Будували його феодорити, ну а зруйнували мабуть турки, хоча достовірно це невідомо.
Між барбаканом і наступною за ним баштою, перед ровом, знаходиться невелике кладовище XIX—XX століть. Збереглося два пам'ятника:
- один з них — гранітний обеліск, посічений кулями. На ньому напис: «Медведєв М. Т., борт-механік, загинув на славному посту 14-го липня 1938 року» і зображення пропелера.
- інший — бетонний надгробок, на якому завжди свіжі квіти. Напис: «Кулеметнику Дмитриченко, героїчно загиблому 2 травня 1942 року, прикриваючи відхід поранених, жінок і дітей».

## Історія
В VI столітті, як і в інших місцях Гірського Криму, тут зводиться візантійське укріплення з гарнізоном з місцевих жителів. Фортеця призначалась для захисту з півночі головного міста візантійців у Тавриці — Херсонесу. Вона також служила і укриттям для місцевого населення від набігів кочівників. Тоді твердиня складалася із чотирьох башт. Ймовірно через появу хозарів у Криму фортеця припиняє існування.
У XII-XIV століттях фортеця називалась «Газарія» або «Каламіра». Назва «Каламіта» вперше стала відомою з морських карт генуезців XIV-XV століть. В 1427 році мангупський князь Олексій відновив фортецю, яка мала захищати порт князівства Авліту. На території фортеці знаходилась закладна плита з написом грецькою мовою:
| «Побудований цей храм з благословенною фортецею, яка нині зриться, у дні пана Олексія, володаря міста Феодоро і Помор'я і ктитора святих славних, боговінчаних, великих царів і рівноапостольних Костянтина і Олени в місяці жовтні, індикта шостого, літа 6936» |.
Ймовірно, у цей же час в товщі Монастирської скелі було засновано печерний християнський скит. Один з трьох його входів був розташований в нижній частині скелі. Від нього вперед і вгору йшов коридор-тунель, у правій стіні якого вирубано вікна і дві балконні двері, у лівій стіні — по ходу коридору, розташований ряд приміщень: склепи-кістниці, прохідна кімната зі сходами, ведучими на верхній ярус з келіями та дзвіницею, і три печерні церкви. Крім описаного скиту в скелях Інкерману виявлено ще вісім християнських печерних скитів і двадцять сім печерних церков.
Фортеця Каламіта і поселення, розташоване під її стінами, були значним перевалочним пунктом в торгівлі півдня з північчю. Тому генуезці вважали Каламіту небезпечним конкурентом для власного порту, розташованого в Чембало (нинішня Балаклава). Вони неодноразово нападали на фортецю феодоритів і, навіть, захопили і спалили її в 1434 році. Феодоро відбило і відбудувало Каламіту, але 1475 року фортецю захопили турки і перейменували на Інкерман, а в кінці XVI — початку XVII століть перебудували оборонні стіни і башти, пристосувавши їх для використання вогнепальної зброї.
Турки значно перебудували фортецю і перейменували її. Нову назву — Інкерман («печерна фортеця») фортеця отримала за велику кількість печер, розташованих навколо. Печери ці були переважно штучні, утворені внаслідок видобування білого каменю. Стіни були зроблені вдвічі товщі (із зовнішнього боку), напівбашти також підсилили і закрили з тильного боку, вирубали сухий рів, збудували барбакан. Над тунелем воріт був побудований артилерійський каземат.
В XVII столітті, за свідченням Евлія Челебі, у фортеці було 10 будинків, але люди там не жили:

| «… ворота стражники замкнули на ключ, а комендант разом із загоном з п'ятдесяти чоловік, що ховається в долині біля підніжжя цієї гори, проживає в саду. У разі будь-якої небезпеки весь люд із передмістя, сіл околишніх і приморських прибуває до замку, щоб знайти захист за його стінами». |
В XVII столітті через Каламітський порт відбувається жвава торгівля, про що відомо з повідомлення священика Якова, який був у Криму 1634–1635 роках в складі російського посольства. Він писав, що в Інкермані живуть люди багатьох національностей і що до містечка з моря приходять кораблі з різних країн.
До середини XVIII століття фортеця і порт Каламіта втратили військове і торгове значення. Після анексії Криму Російською імперією був відроджений середньовічний скит і освячений в ім'я святого Климента.
На початку ХХ століття на вершині Монастирської скелі була споруджена церква святого Миколая, Чудотворця Мірліклійського. Храм був споруджений в пам'ять про Кримську війну. До теперішнього часу не зберігся.

## Дослідження
В різні часи фортецю досліджували, описували та проводили розкопки Е. Челебі, І. Батурін, О. Л. Бертьє-Делагард, П. І. Кеппен, В. П. Бабєнчіков, Є. В. Веймарн, О. Я. Савеля, В. Ф. Філіпенко.

## Галерея

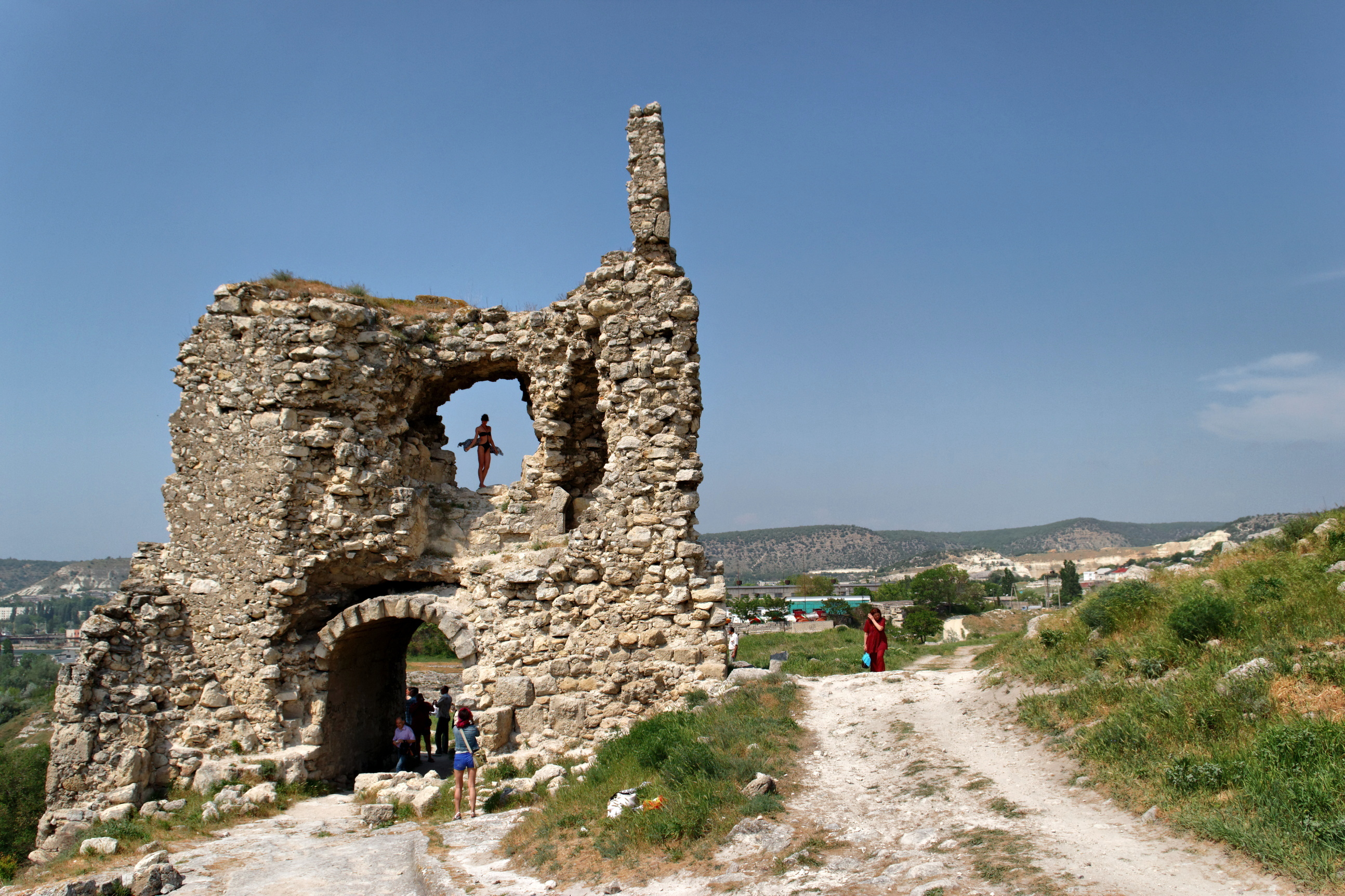
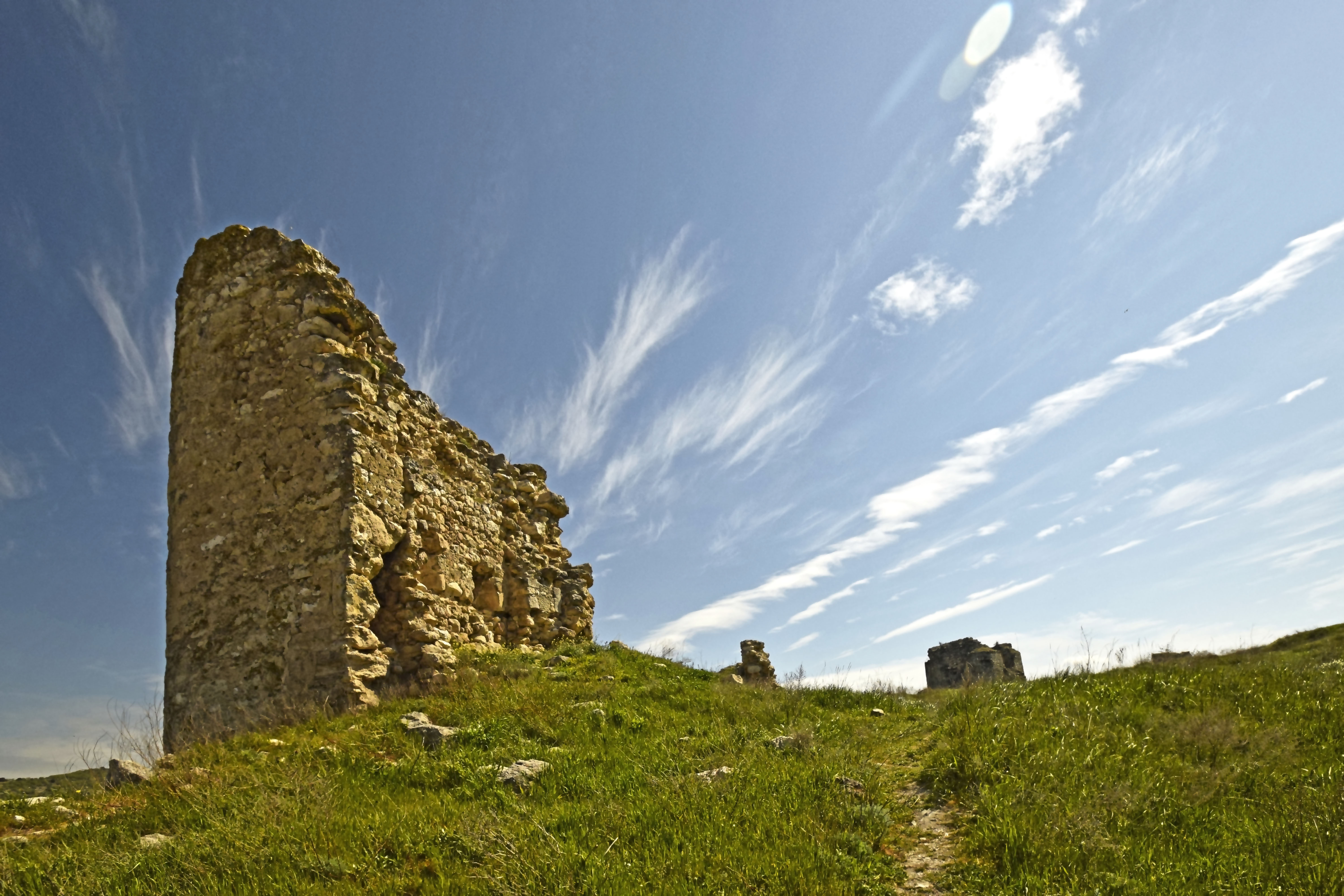
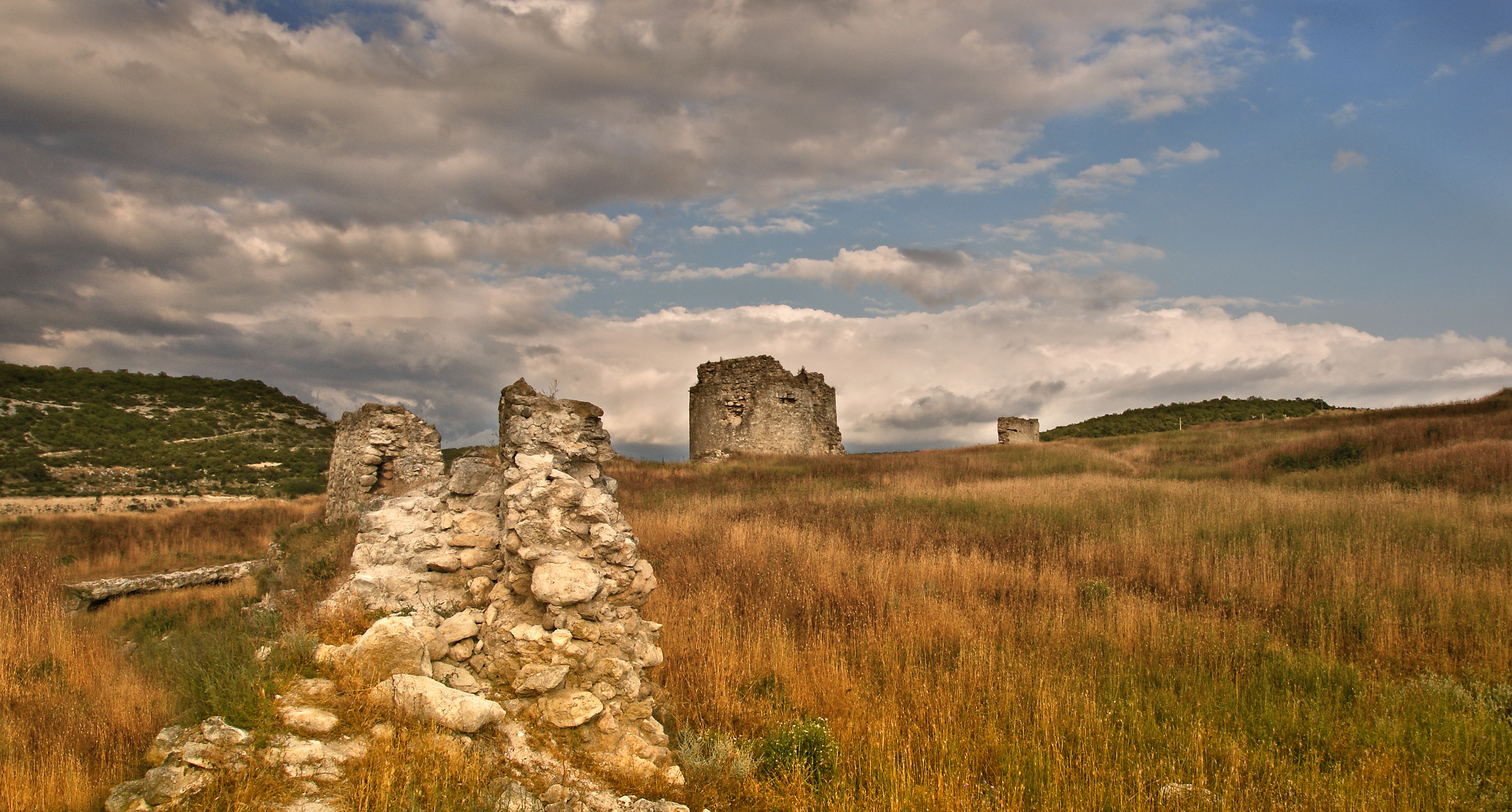
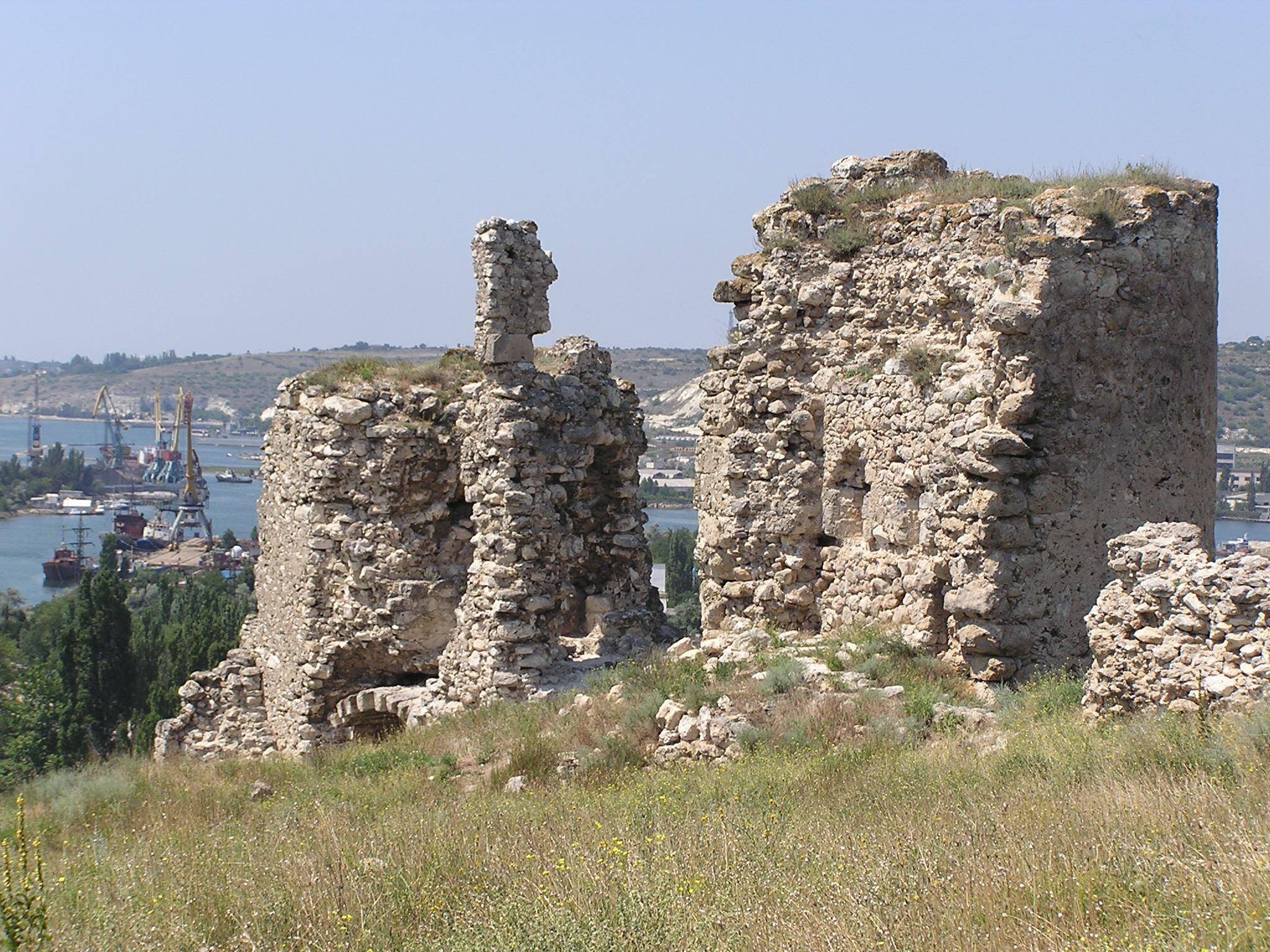
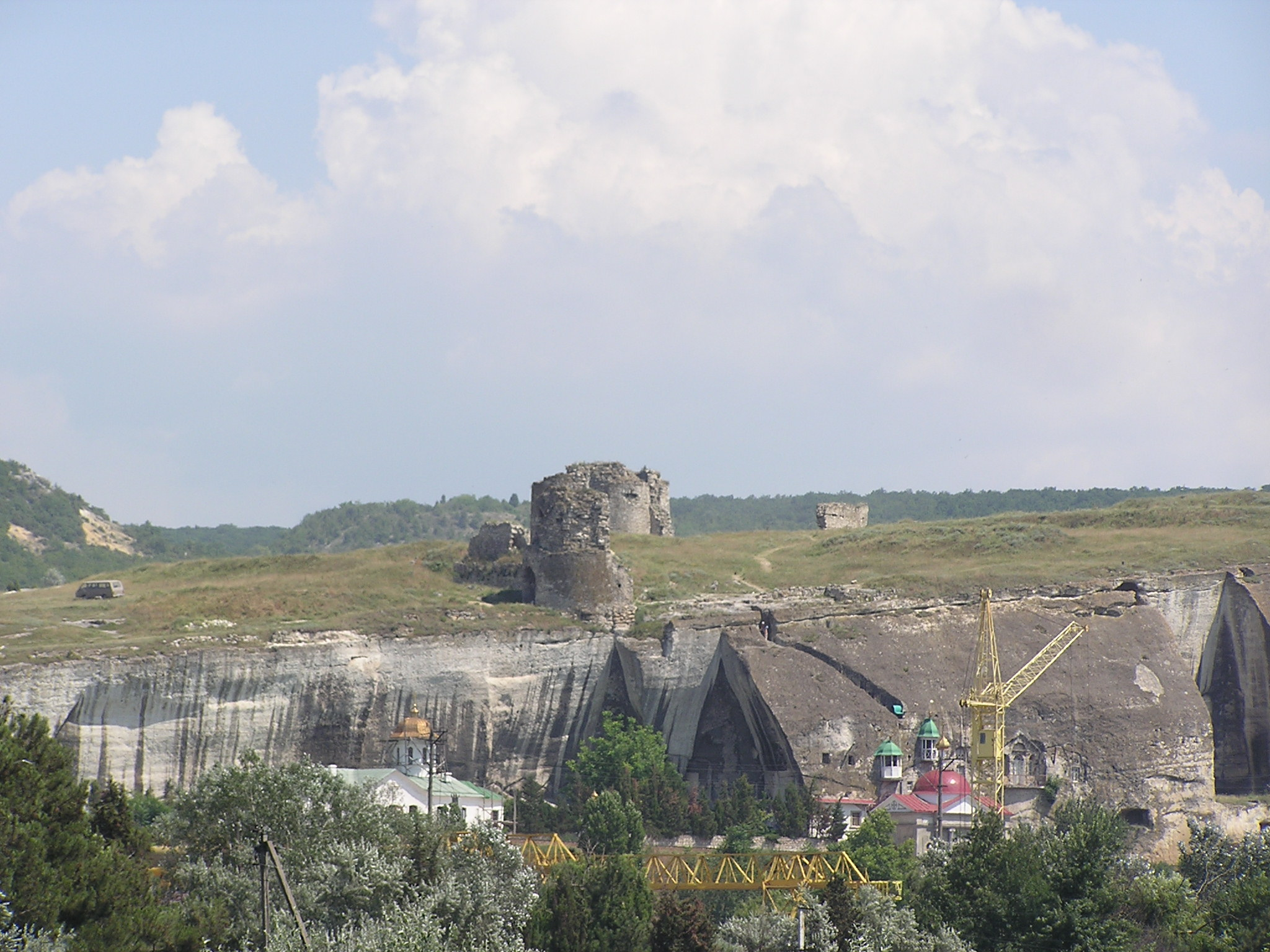
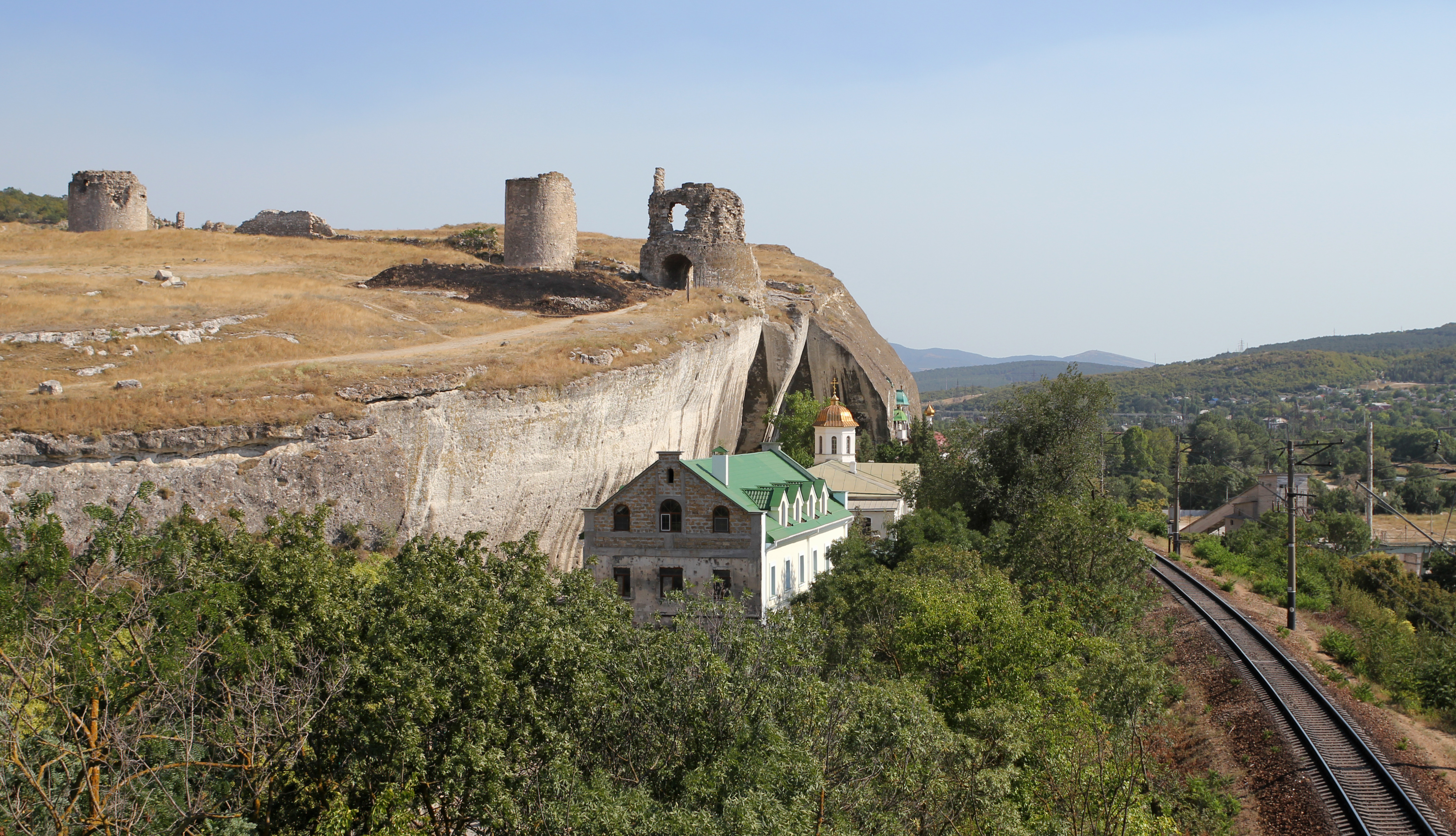

## Ресурси Інтернету
- Каламита-Инкерман (Пещерная крепость) [Архівовано 17 грудня 2014 у Wayback Machine.]
- Інкерман. Печерний монастр і фортеця Каламіта. Чудова фототека [Архівовано 29 жовтня 2014 у Wayback Machine.]